# Paroisse orthodoxe géorgienne Sainte-Kéthévane de Strasbourg
La paroisse orthodoxe géorgienne Sainte-Kéthévane de Strasbourg est une paroisse qui se réclame du catholicossat-patriarcat de Géorgie. Elle a été fondée par des immigrés géorgiens arrivés en France en 1998. 
Sainte Kéthévane fut une reine martyre de Géorgie, persécutée en raison de sa foi orthodoxe par le roi de Perse : elle fut exécutée en 1624, refusant de se convertir. 

## Histoire
- Après le retour à l'indépendance de la Géorgie en 1991, la guerre civile qui s'ensuit et les difficultés économiques qui apparaissent, une nouvelle émigration vers l'Europe occidentale prend naissance. Une petite communauté géorgienne s'installe à Strasbourg en 1998 et avec l'aide d'un prêtre orthodoxe géorgien, lui aussi immigré, fonde une paroisse, trouvant refuge d'abord dans une chapelle protestante, puis dans une chapelle catholique[3].
- Le 17 janvier 2011, la paroisse participe au cheminement à travers l’Europe occidentale de l’icône de sainte Kéthévane[4].
- Le 29 janvier 2012, elle participe à la bénédiction panorthodoxe des eaux de Strasbourg présidée par le métropolite de France (Assemblée des évêques orthodoxes de France) et réunissant des représentants d'Églises orthodoxes grecques, roumaines et russes[5].

## Recteur
Le recteur en est le père George Mekeshvili depuis la fondation.

## Église
Elle est située 3 rue de Boston, parc de la Citadelle, 67000 Strasbourg. 